# John Trinian
John Trinian est un écrivain, scénariste et acteur américain né le 21 octobre 1933 à Monterey County (Californie) et mort le 9 mai 2008 à Centralia (Washington). Il a également tourné quelques films sous le pseudonyme de Zekial Marko.

## Biographie
De son vrai nom Marvin Leroy Schmoker, il naît le 21 octobre 1933 à Monterey (Californie) de Wallace Cyril Schmoker et Ruth Halverson. Il a un frère aîné, Kenneth Allan (1932–2010), qui deviendra peintre et auteur de romans policiers sous le pseudonyme de Kenn Davis. Après le divorce de ses parents, il s'installe avec sa mère et son frère à San Francisco où il poursuit ses études puis, après la Seconde Guerre mondiale, dans le comté de Marin.
Sous le pseudonyme de Zekial Marko, il apparaît dans quelques films et séries télévisées, et signe les scénarios de séries télévisées comme 200 dollars plus les frais ou Dossiers brûlants, mais c'est sous celui de John Trinian qu'il acquiert la notoriété. Après un premier roman en 1959 (A Game of Flesh), il écrit en 1960 The Big Grab, publié en français l’année suivante et adapté au cinéma en 1963 par Henri Verneuil sous le titre Mélodie en sous-sol, puis Scratch of Thief (1961) porté à l'écran en 1965 sous le titre Les Tueurs de San Francisco. Son dernier roman, Scandal on the Sand (1964), est une étude des comportements d’individus ordinaires confrontés à des événements perturbants.
John Trinian meurt le 9 mai 2008 à Centralia (Washington) des suites d'un emphysème.

## Filmographie

### En tant qu'acteur
- 1965 : Les Tueurs de San Francisco (Once a Thief) de Ralph Nelson : Luke
- 1974 : Toma, épisodes 50% of Normal (1.9) et The Street (1.21) de Jeannot Szwarc : un homme / Prévert
- 1975 : 200 dollars plus les frais, série télévisée de Stephen J. Cannell et Roy Huggins, épisode Charlie Harris at Large (1.19) de Russ Mayberry : le docteur Gabriel
- 1977 : Nightmare in Blood de John Stanley

### En tant que scénariste
- 1962 : Mélodie en sous-sol d'Henri Verneuil d'après The Big Grab
- 1965 : Les Tueurs de San Francisco de Ralph Nelson d'après  Scratch of Thief
- 1974 : Dossiers brûlants, épisode The Zombie
- 1974 : Toma, épisodes 50% of Normal (1.9) et The Street (1.21)
- 1975 : 200 dollars plus les frais, épisode Charlie Harris at Large

## Œuvre

### Romans
- 1960 : North Beach Girl
- 1960 : The Big GrabPublié en français sous le titre Mélodie en sous-sol, Gallimard, Série noire no 684, 1961 ; réédition, Gallimard, La Poche noire no 51, 1967 ; réédition, Gallimard, Carré noir no 392, 1981
- 1961 : The Savage Breast
- 1961 : Scratch of Thief, republié sous le titre Once a Thief et sous le pseudonyme de Zekial Marko[6]Publié en français sous le titre Le Métier dans le sang (et sous le nom de John Trinian), Zed, coll. Haute Tension no 5, 1963 ; réédition, Gallimard, Série noire no 1509, 1972 ; réédition, Gallimard, Carré noir no 570, 1986
- 1962 : House of Evil
- 1963 : A Game of Flesh
- 1964 : Scandal on the Sand, republié sous le titre The Whale StoryPublié en français sous le titre La Baleine scandaleuse, Gallimard, Série noire no 919, 1965 ; réédition, Gallimard, Carré noir no 284, 1978